# Callitris canescens
Callitris canescens — вид хвойних рослин родини кипарисових.

## Поширення, екологія
Країни проживання: Австралія (Південна Австралія, Західна Австралія). Це невелике дерево або кущ зазвичай зустрічається на невисоких хребтів, біля виходів порід і на схилах навколо солоних озер. Часто зустрічається в смугах залишків рослинності між дорогами і полями або в місцях порушеної рослинності.

## Морфологія
Це вічнозелений кущ або дерево, яке може досягати висоти 6 метрів. Гілки висхідні. Від сіро-зеленого до синьо-зеленого кольору листя довжиною 2–3 мм. Чоловічі шишки поодинокі, рідко ростуть парами, довжиною до 3 мм, овальної форми. Жіночі шишки ростуть індивідуально або в групах, діаметром до 2 см, від широко-яйцюватої до сплюснуто-сферичної форми. Кожна шишка включає в себе шість товстих лусок. Численне чорне насіння має два або три крила шириною до 2 мм.

## Використання
Цей вид використовувався для дендрокліматологічних досліджень, ніякі інші варіанти застосування не були повідомлені.

## Загрози та охорона
Немає великих загрози цьому виду. Хоча значні частини середовища існування виду були перетворені для сільського господарства й скотарства, він залишається частим в його історичному діапазоні. Зустрічається в численних охоронних територіях.